# 마이크 부시
마이클 앤소니 부시(영어: Michael Anthony Busch, 1968년 7월 7일 ~ )는 미국의 야구 선수이자, 전 한화 이글스, SK 와이번스의 외국인 선수였다.

## 한국 프로 야구 시절
1998년 계약금 1만 달러와 연봉 10만 5천 달러의 조건으로 입단 계약을 맺는다. 1998년 시즌 76경기에 나와 타율 0.216, 10홈런, 28타점을 기록하였다.